# Alfredo Perea
Alfredo Perea y Rojas (Madrid, 1839-Madrid, 1895) fue un ilustrador y pintor español, hermano del también dibujante Daniel Perea.

## Biografía
Nacido en Madrid en 1839, fue hermano del también dibujante Daniel Perea. Discípulo de la Academia de San Fernando y de la Imperial de París, era hacia 1868 más conocido por sus muchos dibujos para publicaciones ilustradas que por sus cuadros, entre estos últimos Manuel Ossorio y Bernard destaca el que presentó a la Exposición Nacional de Bellas Artes de 1860, en el que representó a Felipe II implorando el auxilio de la Divina Magestad y por el que obtuvo mención honorífica. Entre 1874 y 1882 se dedicó principalmente a la acuarela.

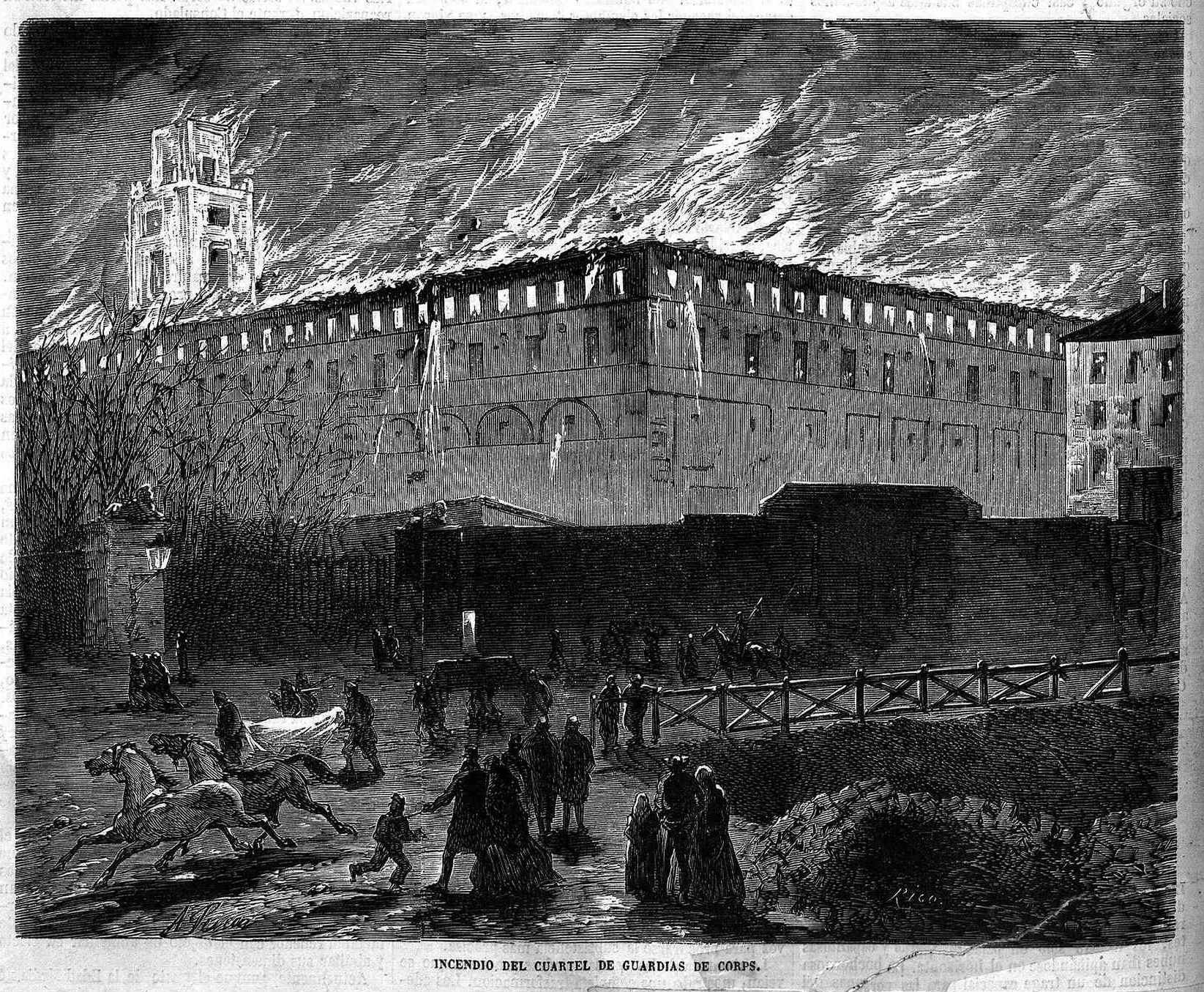
Incendio del cuartel de Guardias de Corps en Madrid, 1869, dibujo de Alfredo Perea, grabado de Rico.

Realizó dibujos para publicaciones periódicas como El Museo Universal, El Periódico Ilustrado, Gil Blas, La Ilustración Española y Americana, La Ilustración de Madrid, La Risa y La Gran Vía; obras como la Historia del Escorial de Antonio Rotondo, Galería universal de biografías y retratos y la primera edición del Gran diccionario taurómaco, además de ilustrar novelas como La calumnia, Los celos de una reina, La maldición de Dios, La perdición de la mujer, Diego Corrientes, La madre de los desamparados y La Biblia de las mujeres.
Fallecido el 20 de agosto de 1895 en Madrid, fue enterrado en el cementerio del Este. La calle Alfonso Rodríguez Santamaría, en el distrito madrileño de Chamartín, llevó su nombre hasta 1941.